# Parte immaginaria
La parte immaginaria di un numero complesso {\displaystyle z} in matematica, è il secondo elemento della coppia ordinata di numeri reali che rappresentano {\displaystyle z} secondo le usuali notazioni per i numeri complessi. Più precisamente, se {\displaystyle z=(x,y)} o, equivalentemente, {\displaystyle z=x+iy}, la parte immaginaria di {\displaystyle z} è {\displaystyle y}.
La parte immaginaria di z è indicata con la scrittura {\displaystyle {\mbox{Im}}(z)} o {\displaystyle \Im (z)}. 
In termini di complesso coniugato {\displaystyle {\bar {z}}}, la parte immaginaria di z è uguale a {\displaystyle {\frac {z-{\bar {z}}}{2i}}}.
Per un numero complesso in forma polare {\displaystyle z=(r,\theta )} o, equivalentemente, {\displaystyle z=r(cos\theta +i\sin \theta )}, segue dalla formula di Eulero che  {\displaystyle z=re^{i\theta }}, e quindi che la parte immaginaria di {\displaystyle re^{i\theta }} sia {\displaystyle r\sin \theta }.
Nella corrente elettrica, quando in un'onda sinusoidale la differenza di potenziale guida un carico "lineare" (in altre parole, un carico che fa sì che anche la corrente sia un'onda sinusoidale), la corrente {\displaystyle I} nelle linee elettriche può essere rappresentata come un numero complesso {\displaystyle I=x+jy} (in ingegneria si usa "j" per indicare l'unità immaginaria piuttosto che "i". Nell'ambito dell'elettrotecnica infatti "i" rappresenta una corrente variabile).
La "corrente reale" x è legata alla corrente quando la differenza di potenziale è massima.
La corrente reale per la differenza di potenziale dà l'attuale potenza consumata dal carico.
(spesso tutta questa potenza è dissipata come calore).
La "corrente immaginaria" y è legata alla corrente quando la differenza di potenziale è zero. Un carico con solo corrente immaginaria (come un condensatore o un induttore) non dissipa corrente; accetta semplicemente corrente temporaneamente e quindi spinge la corrente indietro sulle linee di corrente.